# AIM-7 Sparrow
L'AIM-7 Sparrow è un missile aria-aria (in inglese: AAM - Air to Air Missile) a medio raggio dotato di guida radar semi-attiva prodotto dagli Stati Uniti. Lo Sparrow e i suoi derivati sono stati i missili BVR (Beyond Visual Range - con portata oltre l'orizzonte visivo) più utilizzati dall'Occidente nel periodo compreso tra gli anni 1950 e gli anni 1990, e ciò avvenne per merito della sua elevata efficacia contro gli aerei nemici e per la capacità di operare in ogni condizione meteo nonché a tutte le altitudini.
Lo Sparrow non è più in uso presso la United States Air Force, la US Navy, lo United States Marine Corps,  l'Aeronautica Militare Italiana, nonché in molte altre aviazioni militari, in quanto sostituito con il più moderno AIM-120 AMRAAM.

## Storia

### Sviluppo
L'idea di un HVAR (High Velocity Aerial Rocket) nasce nell'United States Navy nel 1947 sotto il nome originale di KAS-1, cambiato subito in AAM-2 e quindi in AAM-N-2 nel 1948, anno in cui vola il primo prototipo. Lo sviluppo comunque procede lentamente, e solo nel 1956 il missile viene giudicato idoneo ad essere utilizzato negli aerei militari. I vari problemi, dovuti al limitato raggio d'azione e alle prestazioni scadenti a basse quote, fanno sì che ne vengano prodotti solo 2 000 esemplari prima del ritiro.

Già dagli inizi degli anni cinquanta comunque i progettisti che si occupavano dello Sparrow (allora facevano parte della McDonnell Douglas) avevano pensato ad un nuovo sistema di guida basato su un radar interno al missile, che avrebbe dovuto chiamarsi AAM-N-3 Sparrow II. Nel 1955 gli studi furono completati e si fecero anche alcuni test, ma nel 1958 l'US Navy congelò tutto ritenendo lo Sparrow II non ancora all'altezza delle sue richieste.

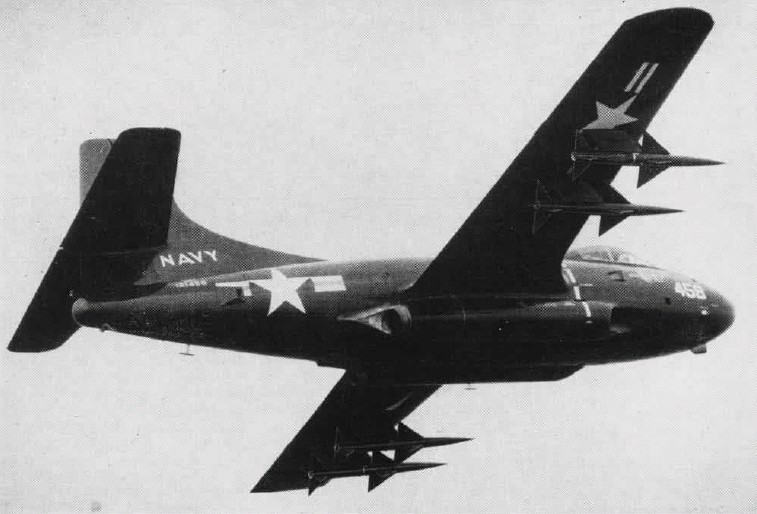
I primi AAM-N-2 (AIM-7A) agganciati ad un F3D Skynight

Nel 1955 nel frattempo la Raytheon Company presentò il suo progetto, denominato AAM-N-6 Sparrow III, che la portò a diventare l'azienda produttrice degli Sparrow subentrando alla McDonnell Douglas. Questa nuova versione aveva un nuovo motore a razzo e una quantità di esplosivo aumentata a 30 kg. La produzione cominciò nel 1958.

Ebbe più successo però la sottoversione AAM-N-6a, dotata di un motore Thiokol LR44-RM-2 e di un sistema di guida migliorato, prodotta a partire dal 1959 e utilizzata nei F-4 Phantom II dal 1962, quasi contemporaneamente all'entrata in scena (nel 1963) del nuovo AAM-N-6b, spinto da un motore Rocketdyne MK 38 che aumentava la velocità (1.180 metri al secondo) e la portata, quest'ultima passata a 35 km.
| Prima del 1963 | Dopo il 1963 |
| AAM-N-2        | AIM-7A       |
| AAM-N-3        | AIM-7B       |
| AAM-N-6        | AIM-7C       |
| AAM-N-6a       | AIM-7D       |
| AAM-N-6b       | AIM-7E       |

Nel 1963 i vertici USAF decisero di rinominare tutti i progetti AAM-N in AIM-7.

Le versioni AIM-7D e AIM-7E furono le prime ad essere costruite in quantità ingenti (7 500 esemplari la prima e 25 000 la seconda). e ad essere utilizzate massicciamente nella guerra del Vietnam anche nelle nuove e migliori varianti AIM-7E-2, AIM-7E-3 e AIM-7E-4.

Il progetto dello Sparrow AIM-7E è stato utilizzato come base per lo sviluppo del missile terra-aria (in inglese: SAM - Surface to Air Missile) RIM-7 Sea Sparrow utilizzato dalla US Navy e dalle forze nautiche NATO a partire dal 1967 per la protezione a medio raggio delle proprie navi.

Nel 1972 vide la luce la versione AIM-7F con un motore Hercules MK 58, un sistema di guida AN/DSQ-35 e una nuova testata esplosiva. L'AIM-7F è entrato in servizio nell'USAF nel 1976 venendo installato sugli F-15 Eagle.

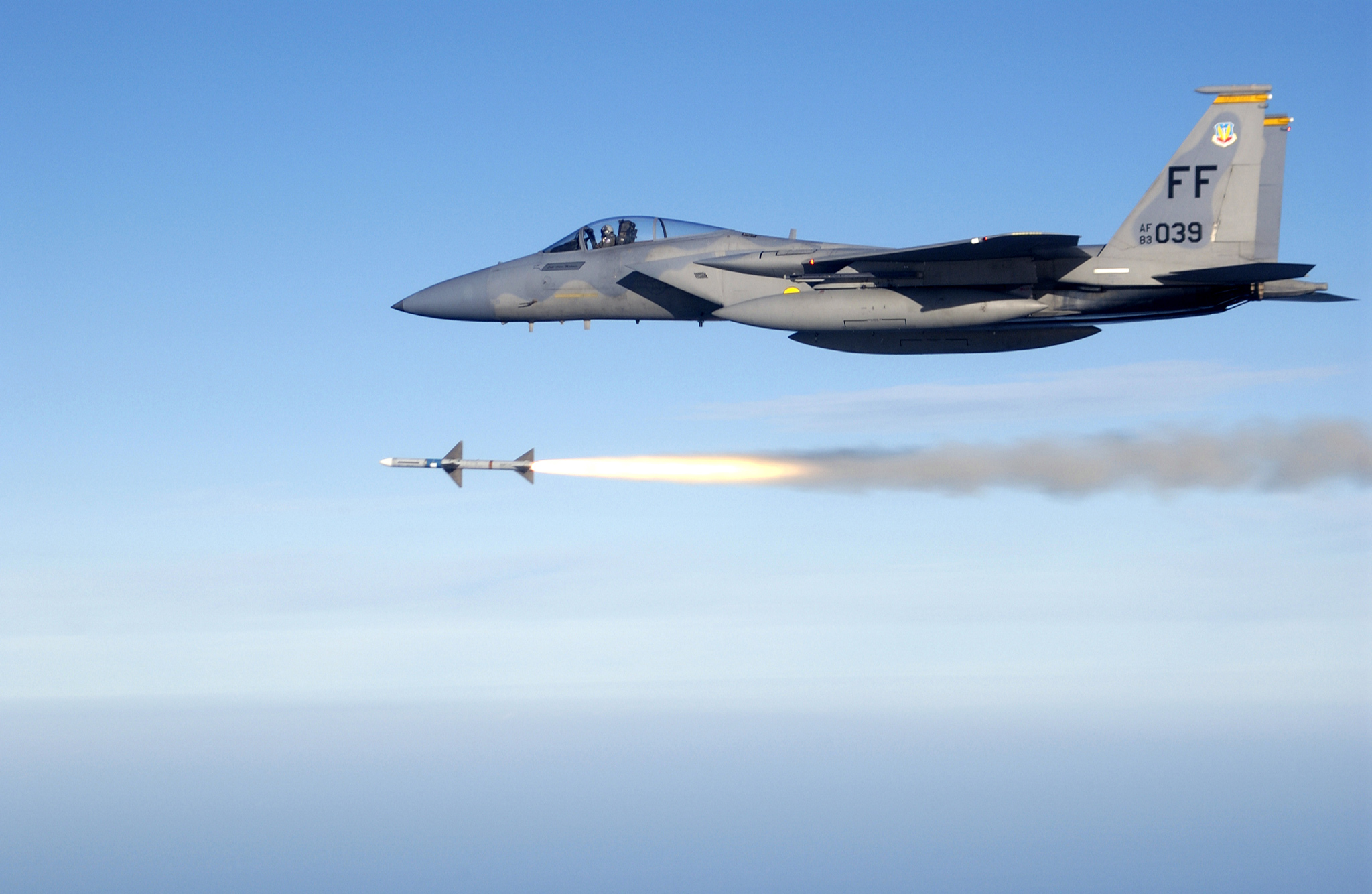
Missile AIM-7 Sparrow lanciato da un F-15C Eagle

Alla F seguì l'AIM-7G nel 1970 concepito appositamente per essere installato negli F-111, dunque venne la volta dell'AIM-7M nel 1980 (le versioni AIM-7J/K/L sembra non siano mai state costruite). con un nuovo sistema di individuazione del bersaglio, un nuovo software funzionale all'introduzione del pilota automatico, una nuova testata esplosiva, una spoletta dotata di sensore di prossimità e nuovi accorgimenti volti ad evitare le contromisure elettroniche degli aerei presi di mira.

La versione AIM-7N venne considerata uno sviluppo dell'AIM-7F e comunque prodotta in pochi esemplari, mentre una nuova rivisitazione delle componenti interne dello Sparrow (software, sistema di guida, spoletta e pilota automatico) portò all'AIM-7P, più prestante nel colpire bersagli a basse velocità.
L'AIM-7Q segnò una svolta nei confronti dei precedenti modelli. In esso furono installati infatti due sistemi di ricerca del bersaglio (infrarossi e radar) che funzionavano a seconda se il primo trovava o meno un bersaglio nelle vicinanze, e in caso subentrava il secondo che, avendo un raggio di ricerca più ampio, poteva individuare altri bersagli e dirigire il missile verso di loro, quindi rientrava in funzione il sistema ad infrarossi. L'AIM-7Q poteva così essere lanciato in direzione anche generica.

L'ultima versione uscita dell'AIM-7 fu l'AIM-7P, con nuovi miglioramenti al sistema di guida infrarosso/radar che però costarono la cancellazione del progetto nel 1996 a causa dei loro costi giudicati eccessivi.

### Impiego operativo
I primi bersagli centrati e abbattuti dagli Sparrow furono due MiG-17 dell'aviazione nordvietnamita durante la guerra del Vietnam, la stessa sorte toccò a circa altri 48 aerei fino alla fine della guerra.

L'AIM-7F è stato usato durante la guerra del golfo, quando con 71 missili lanciati dai piloti dell'USAF. abbatterono 22 aerei e tre elicotteri iracheni, con una precisione del 37%.
Dal 2001 l'USAF e l'US Navy hanno completato il rimpiazzo di tutti gli Sparrow con gli AIM-120 AMRAAM, ma altre nazioni utilizzano ancora l'AIM-7 perché meno costoso.